# Acacia densiflora
Acacia densiflora é uma espécie de leguminosa do gênero Acacia, pertencente à família Fabaceae.